# Сассо-Руффо
Сассо-Руффо (итал. Sasso Ruffo) — угасший неаполитанский герцогский род, ветвь Дома Руффо ди Баньяра, являющегося, в свою очередь, ветвью Дома Руффо. Имел тесные связи с Россией. 

## Происхождение
Происходит от дона Фабрицио Руффо, пятого сына дона Джироламо Руффо, князя ди Спинозо, неаполитанского патриция, кавалера Константиновского ордена святого Георгия, камергера короля Обеих Сицилий (Don Girolamo detto Principe di Spinoso, Patrizio Napoletano, Cavaliere dell’Ordine Costantiniano di San Giorgio e Gentiluomo di Camera del Re delle Due Sicilie (род. 11.02.1814, Палермо, ум. 23.07.1888, Неаполь)) и его первой супруги (28.04.1838, Неаполь) донны Елены Филомарино (Donna Elena Filomarino; род. 17.02.1820, Неаполь, ум. 25.04.1854, в море на пути из Неаполя в Марсель). Дон Фабрицио был пятнадцатиюродным братом отца королевы Паолы Бельгийской.

## Родословная
- Дон Фабрицио, герцог ди Сассо-Руффо, неаполитанский патриций, рыцарь чести и преданности Мальтийского ордена (Don Fabrizio, detto Duca di Sasso Ruffo, Patrizio Napoletano; Cavaliere d’Onore e Devozione del Sovrano Militare Ordine di Malta) (17.03.1848, Портичи, Италия, — 15.04.1911, Upton Tower). Жена (18.05.1877, Санкт-Петербург): княжна Наталья Александровна Мещерская (1849? — после 1910)[1].
  - Елена Фабрициевна (Донна Елена (Donna Elena)) (род. 1878, Москва, — 1879).
  - Мария Фабрициевна (Донна Маруся (Donna Marussia)) (30.07.1879, Тегернзе, Бавария, Германия, — 12.12.1971, Париж, Франция). Муж (30.10.1902, Санкт-Петербург): барон Пётр Георгиевич фон Врангель (29.06.1874, Санкт-Петербург, — хх.04.1951, под Парижем), капитан 2-го ранга (1914), русский военно-морской атташе в Риме. Сын барона Егора (Георга) Егоровича Врангеля (1827—1875) и Натальи Николаевны, урожд. Евреиновой (1837—1916); пятиюродный брат барона П. Н. Врангеля.
    - Барон Георгий Петрович фон Врангель (19.08.1903, Санкт-Петербург, — ?).
    - Барон Павел Петрович фон Врангель (25.05.1905, Санкт-Петербург, — ?).
    - Барон Василий Петрович фон Врангель (19.06.1906, Санкт-Петербург, — ?).
    - Баронесса Елизавета Петровна фон Врангель (23.04.1908, — ?)[2].

  - Сергей Фабрициевич (Дон Серджио), неаполитанский патриций (Don Sergio, Patrizio Napoletano) (нач. 1880-х, Pacevsky, — нач. 1880-х, с. Знаменское[3], Изюмский уезд, Харьковская губ.)
  - Ольга Фабрициевна (Донна Ольга (Donna Olga)) (25.08.1883, Курск, — 1961, Москва, похоронена в колумбарии Ново-Девичьего кладбища[4]). Мужья: 1. (1908, Санкт-Петербург; брак расторгнут) Борис Петрович Огарёв (26.03.1882, — 12.01(или 12.02).1956, Нейи-сюр-Сен, под Парижем, похоронен на местном кладбище), сын Петра Николаевича Огарёва (04.03.1849 — хх.01.1917) и Марии Борисовны, урожд. княжны Мещерской (1851 — после 1912), поручик гвардейской конно-артиллерийской бригады, затем полковник лейб-гвардии Конной артиллерии (1915); его прадед был пятиюродным братом Н. П. Огарёва. 2. Борис Михайлович Иофан (28.04.1891, Одесса, — 11.03.1976, Барвиха, Московская обл.), архитектор[5]. От первого брака двое детей (2-й брак бездетен):
    - Ольга Борисовна Огарёва (1909, близ Парижа, Франция, — 1986, Москва)[6][7]
    - Борис Борисович Огарёв (1911, Санкт-Петербург, — 1975)[8].

  - Елизавета Фабрициевна (Донна Елизавета (Donna Elisabetta)) (27.12.1886/08.01.1887, с. Знаменское, Изюмский уезд, Харьковская губ., — 29.10.1940, Wilderness House, Hampton Court, Виндзор, Великобритания. Была больна раком, умерла от травм, полученных в результате немецкой бомбардировки). Мужья: 1. (17.01.1907, Санкт-Петербург (Царское Село); брак расторгнут) Александр Александрович Фридерици (von Friderici; 21.07 (или 30.08).1878, Павловск, — 1916), штабс-ротмистр лейб-гвардии Гусарского полка (ст. 13.08.1905), впоследствии полковник (1912), адъютант великого князя Бориса Владимировича[9]. 2. (30.05/12.06.1918, домовая церковь Ай-Тодора, Ялтинского уезда Таврической губ.) князь императорской крови Андрей Александрович (12/24.01.1897, Санкт-Петербург, — 08.05.1981, Провендер, Фавершем, Кент, Великобритания), старший сын Ксении Александровны, внук вдовствующей императрицы Марии Фёдоровны. Во 2-м браке дочь и два сына:
    - Ксения Андреевна (10.03.1919, Париж, Франция, — 22.10.2000, Руффиньяк, Франция). Без потомства.
    - Михаил Андреевич (15.07.1920, Версаль, Франция, — 22.09.2008, Сидней, Австралия). Без потомства.
    - Андрей Андреевич (21.01.1923, Лондон, Англия — 28.11.2021, Инвернесс, Калифорния, США). Трое сыновей.